# Qin Gang
Qin Gang (秦刚; Qín Gāng), född 19 mars 1966 i Tianjin, är en kinesisk diplomat och kommunistisk politiker som var  Kinas utrikesminister mellan december 2022 och juli 2023.
Han var Kinas ambassadör i USA 2021–23 och är ledamot i den tjugonde centralkommittén i Kinas kommunistiska parti.
Den 25 juli meddelades att Qin Gang hade fått lämna sin post som utrikesminister och att han hade ersatts av Wang Yi. Meddelandet kom efter att Qin Gang inte hade synts till offentligt på flera veckor.